# Secobarbital
Secobarbital ist ein Schlafmittel der Gruppe der Barbiturate, genauer: ein kurzwirksames Oxybarbiturat.

## Wirkung
Die Wirkung ist dosisabhängig narkotisierend, beruhigend, angstlösend, krampflösend, atmungsdepressiv und blutdrucksenkend. Sie beruht auf einer Reaktionsverstärkung der GABA-Rezeptoren an inhibitorischen Neuronen im Gehirn (GABA = γ-Aminobuttersäure, ein Neurotransmitter). Häufige Nebenwirkungen sind Müdigkeit, Verwirrtheit, Kopfschmerzen, Magenschmerzen und paradoxe Erregung. Wegen des hohen Suchtpotentials (Gewöhnung, körperliche Abhängigkeit, Entzugserscheinungen) und der Gefahr von schweren Nebenwirkungen bis hin zu tödlichen Atemstillständen sind die Barbiturate nur noch selten im medizinischen Gebrauch; insbesondere als Schlafmittel sind sie von den Benzodiazepinen abgelöst worden. Dennoch werden sie (wenn auch ungern und selten) an Patienten mit starken Schlafstörungen (chronischer Insomnie) ausgegeben. Grund dafür ist, dass die Wirkung nicht nur schlafanstoßend, sondern schlaferzwingend ist (narkotisierend).
Das Mono-Natriumsalz von Secobarbital ist ein wasserlösliches Pulver bzw. Tablette mit leicht bitterem Geschmack. Die Wirkung hält nur ca. 1–2 Stunden lang an. Secobarbital wird in der Leber verstoffwechselt, die Abbauprodukte mit dem Urin ausgeschieden.

## Gefahren
Die Einnahme dieses Arzneimittels in Kombination mit übermäßigem Alkoholkonsum führte in den meisten Fällen zu Kammerflimmern oder tödlichem Atemstillstand, deshalb wird von dem Konsum generell abgeraten.
Ein bekanntes Opfer einer tödlichen Secobarbital-Überdosis ist Judy Garland, welche am 22. Juni 1969, zwölf Tage nach ihrem 47. Geburtstag, an einer versehentlich eingenommenen Überdosis von zehn Kapseln Secobarbital starb.

## Rechtsstatus
Secobarbital, das früher auch zur sogenannten Prämedikation vor chirurgischen Eingriffen verwendet wurde, ist in Europa nicht mehr als Fertigarzneimittel erhältlich. In den USA wird es unter dem Handelsnamen Seconal verkauft. Auf dem Schwarzmarkt werden echte und gefälschte Tabletten („Seggies“) illegal gehandelt.
Secobarbital ist in der Bundesrepublik Deutschland aufgrund seiner Aufführung in der Anlage 3 BtMG ein verkehrsfähiges und verschreibungsfähiges Betäubungsmittel. Der Umgang ohne Erlaubnis oder Verschreibung ist grundsätzlich strafbar. Weitere Informationen sind im Hauptartikel Betäubungsmittelrecht in Deutschland zu finden.
In der Schweiz gelten ähnliche Regelungen.